# Maurice Ravel
Joseph-Maurice Ravel (Ciboure, 7 maart 1875 – Parijs, 28 december 1937) was een Frans componist. Hij geldt als een van de voornaamste componisten van de 20e eeuw en, met zijn oudere landgenoot Claude Debussy, als de belangrijkste impressionist in de klassieke muziek (hoewel hij dat etiket afwees), en als voorloper/initiator van het expressionisme.

## Biografie
Maurice Ravel werd geboren in Ciboure, een dorp nabij Saint-Jean-de-Luz aan de kust van Frans-Baskenland. Hij was van moederszijde van Baskische afkomst. Zijn vader was een ingenieur die in Zwitserland was geboren, maar wel de Franse nationaliteit had. Nog in Ravels geboortejaar verhuisde het gezin naar Parijs, waar in 1878 zijn broer Édouard werd geboren. Ravel kreeg op zevenjarige leeftijd zijn eerste pianolessen en werd in 1889 toegelaten aan het Parijse conservatorium. Zijn pianistenopleiding maakte hij niet af. Na zijn voortijdige vertrek van het conservatorium keerde hij er in 1897 terug om bij Gabriel Fauré compositielessen te volgen. Tijdens zijn compositieopleiding deed Ravel verschillende vergeefse pogingen om de Prix de Rome te winnen.
Niettemin begon Ravel naam te maken als componist, aanvankelijk met pianomuziek en liederen en later ook met orkestmuziek. Tot zijn vroegere werken behoren de kleine opera L'Heure espagnole (1907) en de Rhapsodie espagnole voor orkest (1907/8), die beide Ravels voorliefde voor Spanje verraden, en de beroemde Pavane pour une infante défunte (1909). Voor de Ballets Russes van Sergej Diaghilev schreef Ravel in 1912 het grootschalig opgezette ballet Daphnis et Chloé. In 1913 leerde Ravel Igor Stravinsky kennen, met wie hij samen Moessorgski's onvoltooide opera Chovansjtsjina bewerkte.
Tijdens de Eerste Wereldoorlog diende Ravel zijn vaderland als vrachtwagenchauffeur in het leger, nadat hij als jongeman wegens zijn geringe postuur was afgekeurd voor militaire dienst. Ondanks zijn opgelaaide vaderlandsliefde behield hij afstand tot pleidooien om Oostenrijkse en Duitse componisten niet meer uit te voeren. In 1916 moest Ravel ziek vanuit Duitsland naar Frankrijk terugkeren. Kort daarop stierf zijn moeder, bij wie hij steeds gewoond had, waarop hij bij zijn broer introk. Na diens huwelijk kocht hij in 1921 de villa Le Belvédere in Montfort-l'Amaury bij Parijs, waar hij tot zijn dood zou blijven wonen. Het huis is nu een museum. In 1924 schreef Ravel Tzigane voor viool en luthéal, een verloren gewaand instrument dat in 1994 werd teruggevonden. In 1928 componeerde hij onder meer het pianoconcert in D voor de linkerhand "Concerto pour la main gauche". Dit stuk werd geschreven voor Paul Wittgenstein (de broer van Ludwig Wittgenstein) die in de Eerste Wereldoorlog zijn rechterarm had verloren. Ravel was zeer honkvast. Wel maakte hij in 1928 een grote concertreis door de Verenigde Staten en Canada. In hetzelfde jaar kwam in opdracht van Ida Rubinstein zijn bekendste werk Bolero tot stand.

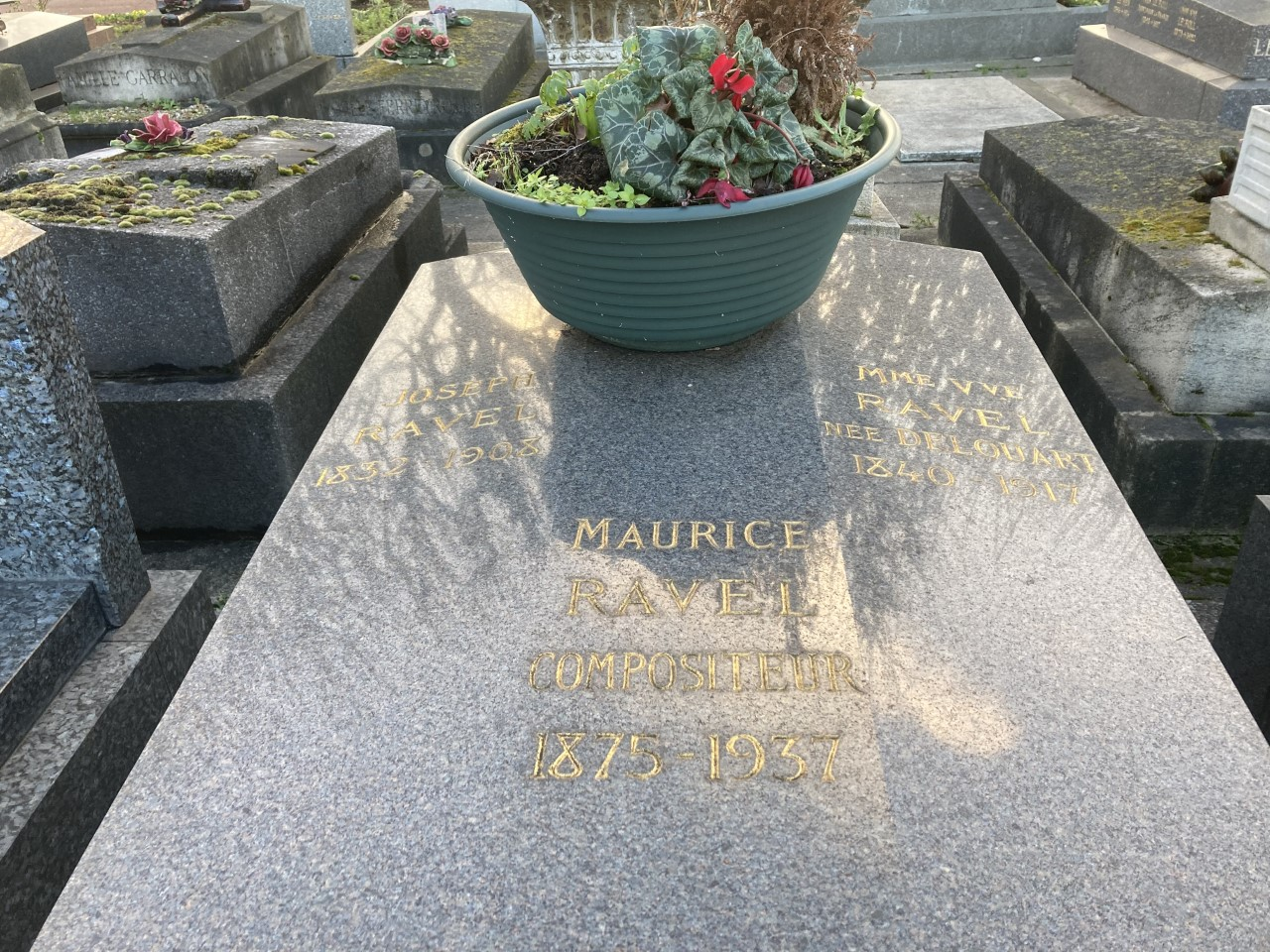
Ravels graf.

Gedurende zijn laatste levensjaren was Ravel ten gevolge van een niet geheel opgehelderde neurologische aandoening niet meer in staat te schrijven. Hij stierf op 28 december 1937, 62 jaar oud, in een Parijs' ziekenhuis. Hij had een experimentele hersenoperatie ondergaan, maar raakte in coma en stierf kort daarna. Hij werd begraven op de begraafplaats van Levallois-Perret bij Parijs, waar ook zijn ouders lagen. Ravel is, ondanks verschillende langdurige relaties, nooit getrouwd en is kinderloos gebleven.

## Werken (selectie)
- Menuet antique, piano 1895, orkest 1929
- Pavane pour une infante défunte, piano 1899, orkest 1910
- Jeux d'eau, piano, 1901
- Sonatine, piano, 1903
- Strijkkwartet in F, 1902-03
- Miroirs, piano, 1904
- Rhapsodie espagnole, orkest, 1907
- L'Heure espagnole, opera, 1907–1909
- Gaspard de la nuit, piano, 1908
- Ma Mère l'Oye ("Moeder de Gans"), piano 1908–1910, ballet 1911
- Daphnis et Chloé, ballet/symphonie chorégraphique, 1909-1912
- Valses nobles et sentimentales, piano 1911, orkest 1912
- Le tombeau de Couperin, piano 1914–1917, orkest 1919
- La Valse, choreografisch gedicht voor orkest, 1919-1920
- L'Enfant et les sortilèges, lyrische fantasie, 1919–1925
- Tzigane voor viool en orkest, 1924
- Boléro, ballet, 1928
- Pianoconcert in D, voor de linkerhand, 1929–1930
- Pianoconcert in G, 1929–1931